# Neophema chrysostoma
Neophema chrysostoma е вид птица от семейство Psittaculidae.

## Разпространение
Видът е разпространен в Австралия.